# Bolette Halfdan-Nielsen
Anne Bolette Halfdan-Nielsen (1964) es una botánica danesa.
Ha desarrollado actividades científicas y académicas en el Instituto Botánico de Gothersgade, en la Universidad de Copenhague.

## Algunas publicaciones
- anne bolette Halfdan-Nielsen. 1996. Five new species of Geranium (Geraniaceae) from Ecuador. Nordic J. of Botany 16 ( 3): 267–275

- La abreviatura «Halfd.-Niels.» se emplea para indicar a Bolette Halfdan-Nielsen como autoridad en la descripción y clasificación científica de los vegetales.[3]